# Сан Николас де лос Аройос
Сан Никола̀с де лос Аройос (на испански: San Nicolás de los Arroyos) е град в Аржентина, провинция Буенос Айрес. Намира се на десния бряг на река Парана, на 60 km югоизточно от Росарио. Основан е през 1748. Населението на града е 133 602 души (по данни от 2010 г.).

## Личности
- Родени
  - Омар Сивори (1935 – 2005), футболист
  - Леонардо Франко (р. 1977), футболист